# KEiiNO
Keiino (ofte stiliseret som KEiiNO; udtales som kæino) er en norsk supergruppe, der består af sangskriver, rapper og joiker Fred-René Buljo og de norske sangere Alexandra Rotan og Tom Hugo. Gruppen blev oprettet i slutningen af 2018 som forberedelse til deltagelsen i Melodi Grand Prix 2019.
Som et resultat af at vinde Melodi Grand Prix 2019 repræsenterede gruppen Norge i Eurovision Song Contest 2019 med sangen "Spirit in the Sky". Sangen blev nummer 6 i finalen og fik flest publikumstemmer og fik 291 point. og de ville have vundet hvis det stod til seerne men det var helt nede hos juryerne hvor de endte på en 18. plads his dem med 40 point og i alt fik de 331 point. Ugen efter den internationale finale gik "Spirit in the Sky" til tops på VG-lista, samt hitlister i flere europæiske lande.
Gruppen deltog igen i det norske melodi grand prix 2021 i forsøget for at repræsentere norge igen med sangen "Monument" men de blev overraskende slået af Tix med Sangen "Fallen Angel" og vandt konkurrencen med 380,033 stemmer fra de norske seere og KEiiNO fik 281,043 stemmer.